# L'Affaire Saint-Fiacre
Pour le film de Jean Delannoy, voir Maigret et l'Affaire Saint-Fiacre.
L'Affaire Saint-Fiacre est un roman policier de Georges Simenon écrit en janvier 1932 dans une villa du Cap-d'Antibes et paru en février de la même année aux éditions Fayard.
Ce roman a bénéficié d'une édition pré-originale en feuilleton dans le quotidien L'Union républicaine de l'Aisne.
Ce roman de la série Maigret est particulier pour plusieurs raisons : d'abord parce que le commissaire revient sur les lieux de son enfance (le château de Saint-Fiacre où son père était régisseur), ensuite parce que, sans doute sous le coup des souvenirs, il ne mène pas réellement l'enquête, mais la laisse mener par le principal suspect.
Le roman se déroule à Saint-Fiacre, village imaginaire (inspiré de Paray-le-Frésil) situé dans la région de Moulins dans l'Allier, ainsi qu'à Moulins avec la gare, les locaux du journal (fictif, lui aussi) le Petit Moulinois, le Grand café, dans les années 1930 (l’enquête se déroule du 2 au 4 novembre 1930).

## Intrigue
Dans l'église du village de Saint-Fiacre, la comtesse, femme au cœur fragile, succombe à une crise cardiaque. Il s'agit bien pourtant d'un crime commis à l'aide d'une simple coupure de journal diffusant une fausse nouvelle glissée dans le missel de la comtesse de Saint-Fiacre : une lettre anonyme avait prévenu les services de police judiciaire. Maigret assiste impuissant au forfait. Il rencontre ensuite les suspects, mais évoque surtout les souvenirs qui affluent de son enfance passée en ces lieux.
Le coupable est démasqué lors d'un dîner placé sous le signe de Walter Scott où tous les protagonistes sont rassemblés, et c'est le comte de Saint-Fiacre qui résout l'énigme. La preuve est toutefois apportée par Maigret, qui se fait la réflexion que « son rôle dans cette affaire s'était borné à apporter le dernier chaînon, un tout petit chaînon qui bouclait parfaitement le cercle ».

## Personnages
- Jules Maigret : commissaire à la Sûreté de Paris.
- Maurice de Saint-Fiacre : rentier, célibataire, 30 ou 32 ans.
- Comtesse de Saint-Fiacre : veuve, mère de Maurice de Saint-Fiacre, 60 ans, la victime.
- Le curé du village : confesseur de la comtesse, 35 ans.
- Jean Métayer : secrétaire et amant de la comtesse, célibataire, 30 ans.
- Gautier : régisseur du château de Saint-Fiacre, marié.
- Émile Gautier : fils du régisseur, employé de banque à Moulins, employé modèle promis à un avenir brillant, célibataire.
- Maître Tallier : avocat à Bourges, défenseur de Jean Métayer.
- Marie Tatin : aubergiste.

## Résumé

### Mise en place de l'intrigue
« Un crime sera commis à l'église de Saint-Fiacre pendant la première messe du Jour des morts. » Tel est le message reçu par la police de Moulins qui en a averti Paris. Maigret se rend aussitôt sur place, car il a passé son enfance à Saint-Fiacre (village fictif inspiré de Paray-le-Frésil), dans l'Allier, où son père était régisseur du château. 
Ce dernier assiste à la messe au cours de laquelle la comtesse de Saint-Fiacre meurt... d'une crise cardiaque. Le commissaire découvre pourtant rapidement que cette mort a été provoquée par une émotion violente : il trouve en effet, dans le missel de la comtesse, un extrait du journal de Moulins annonçant la mort de Maurice de Saint-Fiacre, fils de la châtelaine. Or, celui-ci vient d'arriver de Paris au village, où il comptait demander à sa mère, comme il en a l'habitude, l'argent nécessaire à payer ses dettes. 

### Enquête policière
L'enquête, menée au château, au village et à Moulins, se déroule dans une atmosphère pesante et émouvante à la fois, car Maigret, se rappelant son enfance avec une pointe de nostalgie, se rend compte que les choses ont beaucoup changé en trente-cinq ans. 
Le domaine n'est plus que l'ombre de ce qu'il était au temps où le père du commissaire s'en occupait : les ventes de terrains se sont en effet succédé depuis la mort du comte de Saint-Fiacre pour couvrir les folles dépenses de Maurice, qui mène à Paris une vie fastueuse ; de plus, la comtesse s'est laissé gruger par de nombreux « secrétaires » qui ont été autant d'amants successifs. Le dernier de ceux-ci, Jean Métayer, se sentant soupçonné, fait appel à un avocat de Bourges dont la suffisance irrite Maigret. Néanmoins, le commissaire n'arrive à aucun résultat positif et il faut attendre, pour connaître le coupable, que Maurice de Saint-Fiacre organise, le lendemain du décès, un dîner placé « sous le signe de Walter Scott » (titre de chapitre) auquel sont conviés, outre les personnages cités ci-dessus, le curé, le médecin, le régisseur actuel et son fils, tous suspects et meurtriers éventuels. 

### Dénouement et révélations finales
Maurice de Saint-Fiacre y mène un jeu subtil que Maigret est réduit à suivre en témoin et cette scène à l'aspect lugubre aboutit à la découverte de l'assassin : il s'agit du fils du régisseur, Émile Gautier, qui a opéré avec la complicité de son père, lequel rachetait, en sous-main, les terres que la châtelaine devait vendre ; ainsi, la famille du régisseur espérait devenir propriétaire du domaine de Saint-Fiacre.

## Aspects particuliers du roman
Il s’agit d’un roman où Maigret ne découvre pas le coupable ; ce dernier est découvert au cours d’une scène quelque peu mélodramatique, mais d’une grande intensité, orchestrée par le héros. On notera le souci du commissaire de ne pas laisser abîmer ce qui a symbolisé la beauté, la grandeur et un certain sens des valeurs qui le rattachent à son enfance. Maigret se laisse dépasser par le comte qui découvre le coupable qui ne s'est servi d'aucun instrument, aucun poison mais qui a simplement joué sur le jeu subtil de la diffusion d'une fausse nouvelle par la presse.
Ce roman empreint de nostalgie d'un monde, qui n'est plus régi par les mêmes règles, qui a abandonné le respect des hiérarchies pour l'argent et le sexe, reprend le thème de la famille autrefois fortunée qui a vu ses biens s'évanouir petit à petit (La Maison du canal, La Veuve Couderc, dans une moindre mesure Les Inconnus dans la maison).
Le roman est également construit sur un crime particulier, dont le mode opératoire se base sur une fausse nouvelle, probablement imprimée sur la linotype d'un journal régional. Ce point sera d'ailleurs fidèlement retranscrit dans l'adaptation cinématographique réalisé par Jean Delannoy en 1959.
Comme souvent chez Simenon, le fond sociologique est bien présent avec les différentes strates sociales : l'aristocratie désargentée, le curé, auquel s'oppose le docteur matérialiste, les paysans soupçonneux et toujours prêts à ostraciser un coupable supposé, le régisseur ambitieux et âpre au gain, le petit peuple. Au milieu de tous, Maigret est celui qui cherche à comprendre sans jamais juger. 
Les réminiscences autobiographiques de Simenon ne sont pas absentes, puisqu'il a été lui-même le secrétaire particulier d'un riche aristocrate, le marquis de Tracy, entre 1923 et 1924.

## Éditions
- Édition originale : Fayard, 1932
- Tout Simenon, tome 17, Omnibus, 2003  (ISBN 978-2-258-06102-6)
- Livre de poche no 14293, 2003  (ISBN 978-2-253-14293-5)
- Romans, tome I, Gallimard, Bibliothèque de la Pléiade, no 495, 2003  (ISBN 978-2-07-011674-4)
- Tout Maigret, tome 2, Omnibus,  2019  (ISBN 978-2-258-15043-0)

## Adaptations

### Au cinéma

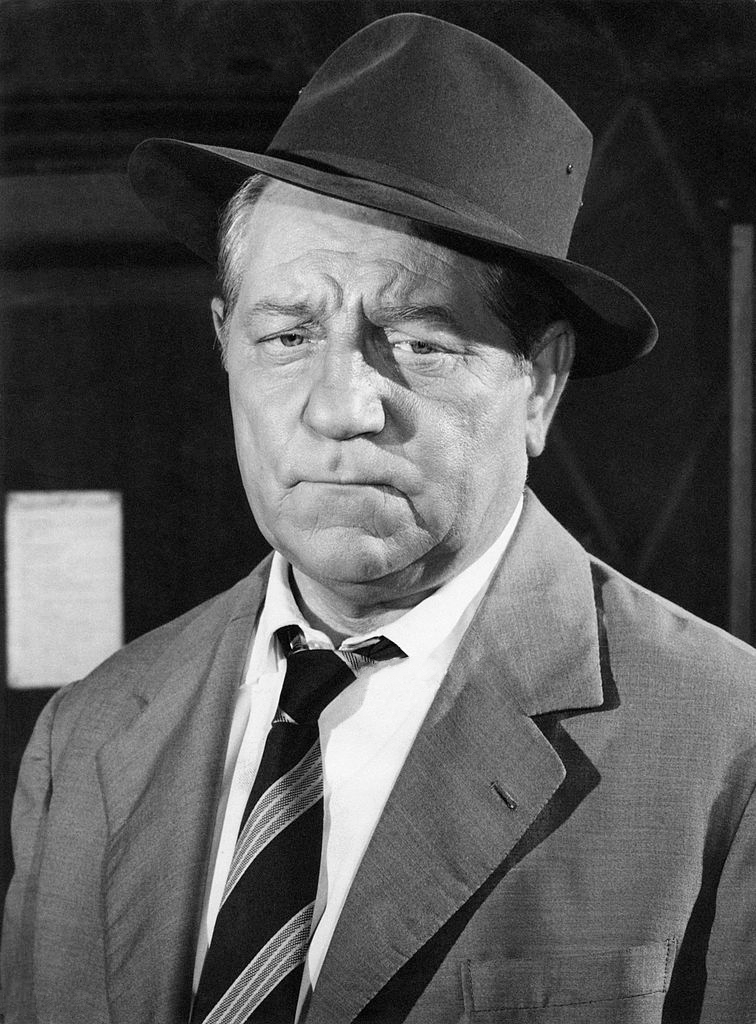
Jean Gabin dans le rôle du commissaire Maigret en 1958.

- 1959 : Maigret et l'Affaire Saint-Fiacre, film français de Jean Delannoy, avec des dialogues de Michel Audiard et Jean Gabin dans le rôle-titre.

On peut y entendre le commissaire Maigret citer, devant un rédacteur en chef du journal interloqué, un passage de l'article 27 de la loi du 29 juillet 1881 concernant la divulgation de fausses nouvelles.

### À la télévision
- 1962 : The Countess, téléfilm britannique, avec Rupert Davies, diffusé sur la BBC.
- 1980 : L'Affaire Saint-Fiacre, téléfilm français de Jean-Paul Sassy, avec Jean Richard.
- 1992 : Maigret on Home Ground, téléfilm britannique, avec Michael Gambon.
- 1995 : Maigret et l'Affaire Saint-Fiacre, téléfilm français de Denys de La Patellière avec Bruno Cremer.

## Livre audio
- Georges Simenon, L'Affaire Saint-Fiacre, Paris, Audiolib, 6 novembre 2013 (ISBN 978-2-35641-590-5, BNF 43701648)Narrateur : François Marthouret ; support : 1 disque compact audio MP3 ; durée : 3 h 48 min environ ; référence éditeur : Audiolib 25 1472 7.

### Source bibliographique
- Maurice Piron, Michel Lemoine, L'Univers de Simenon, guide des romans et nouvelles (1931-1972) de Georges Simenon, Presses de la Cité, 1983, p. 280-281  (ISBN 978-2-258-01152-6)